# Daljinska istraživanja
Za tehniku arheološke izmjere vidi daljinsko istraživanje (arheologija). Za navodnu psihičku sposobnost vidi gledanje na daljinu. Za tehniku elektičnog mjerenja vidi četveroterminalno istraživanje.
Daljinsko istraživanje (daljinsko pronicanje, teledetekcija, daljinska detekcija), metoda prikupljanja informacija o nekom objektu ili fenomenu u većem ili manjem opsegu pomoću uređaja za snimanje ili istraživanje u realnom vremenu koji je bežičan ili nije u fizičkom ili bliskom kontaktu s objektom (to jest pomoću zrakoplova, svemirske letjelice, satelita, bove ili broda). U praksi se daljinsko istraživanje provodi pomoću različitih na daljinu postavljenih uređaja za prikupljanje informacija o nekom objektu ili području. Svi sljedeći postupci primjeri su daljinskih istraživanja: osmatranje Zemlje ili meteorološke satelitne kolekcijske platforme, osmatranje oceana i atmosfere s meteoroloških plutajućih platforma, nadzor trudnoće pomoću ultrazvuka, magnetska rezonancijska vizualizacija (MRI), pozitronska emisijska tomografija (PET) i svemirske sonde. U modernoj uporabi termin se općenito odnosi na uporabu tehnologija vizualizacijskih senzora koji uključuju, ali nisu ograničeni uporabom instrumenata u zrakoplovima ili svemirskim letjelicama, te se razlikuje od ostalih srodnih vizualizacijskih polja kao što je medicinska vizualizacija.
Postoje dvije vrste daljinskih istraživanja. Pasivni senzori detektiraju prirodnu radijaciju koju emitiraju ili reflektiraju promatrani objekti ili okolno područje. Reflektirano sunčevo svijetlo je najčešći izvor radijacije koju mjere pasivni senzori. Primjeri pasivnih daljinskih senzora uključuju filmsku fotografiju, infracrvene, uređaje uparenih naboja i radiometre. Aktivno prikupljanje, u drugu ruku, emitira energiju radi skeniranja objekata i područja a zatim pasivni senzor detektira i mjeri radijaciju koju je cilj reflektirao ili raspršio u pozadini. RADAR je primjer aktivnog daljinskog istraživanja pri kojem se mjeri vremenska odgoda između emisije i povratka čime se utvrđuje lokacija, visina, brzina i smjer objekta.
Daljinska istraživanja omogućuju prikupljanje podataka na opasnim ili nepristupačnim područjima. Primjene daljinskih istraživanja uključuju nadzor deforestacije u područjima poput bazena Amazone, učinke klimatskih promjena na ledenjake i arktičke i antarktičke regije, te dubinsko sondiranje obalnih i oceanskih dubina. Vojno prikupljanje tijekom hladnog rata omogućilo je korištenje precizne zbirke podataka o opasnim graničnim područjima. Daljinska istraživanja također zamjenjuju skupo i sporo prikupljanje podataka na zemlji, te ne uzrokuju u procesu narušavanje objekata ili područja.
Orbitalne platforme prikupljaju i odašilju podatke iz različitih dijelova elektromagnetskog spektra što u konjunkciji s opsežnijim zračnim i zemaljskim istraživanjima i analizama daje istraživačima dovoljno informacija za nadziranje trendova kao što je El Niño ili neki drugi prirodni dugotrajni ili kratkotrajni fenomen. Ostale uporabe uključuju različita područja geoznanosti kao što je upravljanje prirodnim resursima, zatim u poljoprivrednim poljima uporabu i očuvanje tla, nacionalnu sigurnost te visinska, prizemna i daljinska prikupljanja na graničnim područjima.

## Tehnike prikupljanja podataka
Osnovu za multispektralno prikupljanje i analizu čine proučavana područja ili objekti koji reflektiraju ili emitiraju radijaciju koja se izdvaja od okolnog područja.

### Primjene podataka iz daljinskih istraživanja
- Konvencionalni radar je većinom povezan s kontrolom zračnog prometa, ranim uzbunjivanjem i određenim opsežnim meteorološkim podatcima. Dopplerov radar koriste lokalni redarstvenici za nadziranje ograničenja brzine, a u poboljšanom meteorološkom prikupljanju u određivanju brzine i smjera vjetra unutar vremenskih sustava. Ostale vrste aktivnog prikupljanja uključuju plazme u ionosferi. Interferometrijski radar sa sintetičkom aperturom koristi se za stvaranje preciznih digitalnih elevacijskih modela terena u velikom mjerilu (vidi RADARSAT, TerraSAR-X, Magellan).
- Laserski i radarski altimetri ili visinomjeri na satelitima pružaju širok raspon podataka. Mjerenjem ispupčenja vode uzrokovanog gravitacijom, oni kartiraju oblježja morskog dna u rezoluciji od milje ili otprilike veličine. Mjerenjem visine i valne duljine oceanskih valova, visinomjeri mjere brzine i smjerove vjetra, te površinske oceanske struje i njihove smjerove.
- Light Detection And Ranging (LIDAR) dobro je poznat u primjerima gađanja oružjem, lasersko iluminiranim praćenjem projektila. LIDAR se koristi za detekciju i mjerenje koncentracije različitih kemikalija u atmosferi, dok se zračni LIDAR može koristiti u mjerenju visine objekata i obilježja na tlu pouzdanije od radarske tehnologije.
- Radiometri i fotometri najčešći su instrumenti u uporabi, te služe za prikupljanje reflektirane i emitirane radijacije u širokom rasponu frekvencija. Najčešći su vidljivi i infracrveni radari, a za njima slijede mikrovalni, gama-valni i ultraljubičasti. Također se mogu koristiti za detektiranje emisijskog spektra različitih kemikalija čime pružaju podatke o kemijskim koncentracijama u atmosferi.
- Stereografski par zračnih fotografija često su koristili u izradi topografskih karata analitičari snimaka, terenski analitičari u prometnosti i autocestnim odjelima za moguće rute.
- Simultane multispektralne platforme poput Landsata nalaze se u uporabi od 1970-ih. Ovi tematski maperi rade snimke u višestrukim valnim duljinama elektromagnetske radijacije (multispektralno) pa se obično nalaze na satelitima za osmatranje Zemlje uključujući (primjerice) Landsatov program satelita IKONOS. Karte pokrova tla i uporabe tla iz tematskog mapiranja mogu se koristiti u pretraživanju minerala, detektiranju ili monitoriranju uporabe tla, deforestacije, te proučavanja zdravlja autohtonih biljaka i usjeva uključujući čitave poljoprivredne regije ili šume.
- U aspektu borbe protiv deforestacije daljinska istraživanja omogućuju praćenje i monitoriranje rizičnih područja tijekom dugog razdoblja, determiniranje dezertifikacijskih faktora, podupiranje donositelja odluka u definiranju relevantnih mjera upravljanja okolišem, te procjenjivanju njihovih učinaka.[2]

### Geodetske tehnike
Cjelovito geodetsko prikupljanje prvi put je korišteno u zračnom detektiranju podmornica, te u gravitacijskim podatcima korištenima u vojnim kartama. Ovi podatci otkrivaju kako se minutne perturbacije u Zemljinom gravitacijskom polju (geodezija) mogu koristiti za determiniranje promjena u masenoj distribuciji Zemlje što se zatim može koristiti u geološkim ili hidrološkim istraživanjima.

### Akustične i paraakustične tehnike
Pasivne; sonar se koristi za detektiranje, određivanje raspona i mjerenje podvodnih objekata i terena.
Seizmogrami uzeti na različitim lokacijama mogu locirati i mjeriti potrese (nakon što se oni pojave) uspoređujući relativni intenzitet i precizno vrijeme.
Aktivne; geolozi koriste pulseve za detektiranje naftnih polja.
Za koordinaciju nizom opsežnih osmatranja većina će istraživačkih sustava ovisiti o sljedećem; lokaciji platforme, trenutačnom vremenu, te rotaciji i orijentaciji senzora. Krajnji instrumenti danas često koriste pozicijske informacije iz satelitskih navigacijskih sustava. Rotaciju i orijentaciju često daju unutar jednog ili dva stupnja elektronički kompasi. Kompasi mogu mjeriti ne samo azimut (tj. stupnjeve magnetskog sjevera), nego također visinu (stupnjeve iznad horizonta) jer magnetsko polje ponire u Zemlju u različitim stupnjevima na različitim geografskim širinima. Egzaktnije orijentacije zahtijevaju žiroskopsku orijentaciju, periodično nanovo usklađene različitim metodama uključujući navigaciju pomoću zvijezda ili poznatih referentnih točaka.
Rezolucija utječe na prikupljanje, a najbolje je objašnjena sljedećim odnosom; niža rezolucija=manje detalja & veća pokrivenost, viša rezolucija=više detalja, manja pokrivenost. Izvježbano upravljanje prikupljanjem rezultira isplativim prikupljanjem i izbjegavanjem situacija poput uporabe višestrukih visokorezolucijskih podataka koji uzrokuju zapreke transmisijskoj infrastrukturi i onoj za pohranu podataka.

## Procesiranje podataka
Više informacija: inverzni problem
Daljinska istraživanja djeluju općenito na principu inverznog problema. Ako promatrani objekti ili fenomeni (stanje) ne mogu biti izravno mjereni, onda se koriste neke druge postojeće varijable koje se mogu detektirati i izmjeriti (opservacija), a koje mogu biti povezane s promatranim objektom uporabom računalnog modela dobivenog iz podataka. Uobičajena analogija koja se koristi za opisivanje ovog postupka je pokušavanje određivanja vrste životinja prema njezinim tragovima. Primjerice, iako je nemoguće izravno izmjeriti temperature u višoj atmosferi, moguće je izmjeriti spektralne emisije poznatih kemijskih vrsta (poput ugljikova dioksida) u tom području. Frekvencija emisije zatim se može povezati s temperaturom u tom području putem različitih termodinamičkih odnosa.
Kvaliteta podataka u daljinskim istraživanjima sastoji se od njihove prostorne, spektralne, radiometrijske i vremenske rezolucije.
Prostorna rezolucija
Veličina piksela koji se zapisuje u rasterskom snimku – pikseli tipično mogu odgovarati kvadratnim područjima čija veličina stranice može biti od 1 do 1.000 metara.
Spektralna rezolucija
Broj različitih zapisanih frekvencijskih pojaseva – obično je ovo jednako broju senzora na platformi. Trenutačna Landsatova zbirka sadrži sedam pojasa, uključujući nekoliko u infracrvenom spektru. Sateliti MODIS imaju najbolju rezoluciju na 31 pojasu.
Radiometrijska rezolucija
Broj različitih intenziteta radijacije koje senzor može razlikovati. Tipičan raspon ide od 8 do 14 bita što odgovara 256 razina skale sive boje, te do 16.384 intenziteta ili "sjenki" boje u svakom pojasu.
Vremenska rezolucija
Odgovara frekvenciji preleta satelitom ili zrakoplovom, te je relevantna samo u istraživanjima vremenskih slijedova ili u onima koji zahtijevaju prosječan ili mozaičan snimak kao u monitoriranju deforestacije. Postavljanjem jedinica ili modifikacijom/uvođenjem opreme obavještajna je zajednica prva primijenila ovu vrstu snimanja kako bi ponovljenim preletima otkrila promjene infrastrukturi. Oblačni pokrov nad promatranim područjem ili objektom zahtijeva ponavljanje prikupljanja podataka na toj lokaciji.
Ekonomska rezolucija
Isplativ način upravljanja zbirkom podataka.
Radi stvaranja senzorskih karata, većina sustava daljinskih istraživanja zahtjeva ekstrapolaciju senzorskih podataka u odnosu na referentnu točku uključujući udaljenost između poznatih točaka na tlu. Ovo ovisi o vrsti korištenog senzora. Primjerice, u konvencionalnim fotografijama, udaljenosti su pouzdane u centru slike, dok se distorzija mjerenja povećava udaljavanjem od centra. Drugi faktor je valjak na koji se otiskuje film, a koji može uzrokovati ozbiljne pogreške kada se koriste fotografije za mjerenje udaljenosti na tlu. Korak u kojem se taj problem riješava naziva se georeferenciranje, te uključuje računalno sparivanje točaka na snimku (tipično 30 ili više točaka po snimku) koji je ekstrapoliran uporabom određene referentne točke, "iskrivljujući" snimak kako bi nastali pouzdani prostorni podatci. Od ranih 1990-ih većina se satelitskih snimaka prodaje u potpunosti georeferencirano.
Štoviše, snimci se ponekad moraju radiometrijski i atmosferski korigirati.
Radiometrijska korekcija
daje skalu vrijednostima piksela, tj. monokromatska skala od 0 do 255 bit će izmijenjena u aktualne vrijednosti radijancije (sjaja).
Atmosferska korekcija
eliminira atmosferske plinove ponovnim skaliranjem svakog frekvencijskog pojasa tako da njegova minimalna vrijednost (obično ostvarenu na vodenim površinama) odgovara vrijednosti piksela od 0. Digitaliziranje podataka također omogućuje manipulaciju podatcima promjenama vrijednosti skale sive boje.
Interpretacija je kritičan proces stvaranja smislenosti podataka. Prva primjena zbila se u zračnom fotografskom prikupljanju koje je koristilo sljedeći proces; prostorno mjerenje pomoću korištenja tablice svijetla kako u konvencionalnom pojedinačnom tako i u stereografskom pokrovu, poboljšano je uporabom fotogrametrije, fotomozaika, ponovljenog pokrova, poznatih dimenzija objekta što je sve omogućilo detektiranje modifikacija. Analiza snimaka nedavno jea razvijena automatizirana računalna aplikacija koja se sve više koristi.
Analiza snimka temeljena na objektu (OBIA, engl. Object-Based Image Analysis) je subdisciplina znanosti o GIS-u koja se fokusira na particioniranje snimaka daljinskih istraživanja u semantičke snimke-objekte, te procjenjuje njihove karakteristike u prostornom, spektralnom i vremenskom mjerilu.
Stari podatci iz daljinskih istraživanja često su vrijedni zbog toga što mogu pružati samo dugoročne podatke za velik dio geografije. Istovremeno su podatci kompleksni za interpretaciju, te glomazni za pohranu. Moderni sustavi teže digitalnoj pohrani podataka često uz kompresiju bez gubitka. Teškoće kod ovog pristupa predstavlja lomljivost podataka, moguća zastarjelost formata, te lagana falsifikacija podataka. Jedan od najboljih sustava za arhiviranje podatkovnih sljedova je računalno generirani strojno čitljivi mikrofilm obično u tipskom fontu kao što je OCR-B ili kao digitalizirani polutonski snimak. Mikrofilmovi mogu u standardnim knjižnicama trajati nekoliko stoljeća. Oni se mogu stvarati, kopirati, ispunjavati i pronaći pomoću automatskih sustava. Oni su kompaktni poput arhivskih magnetskih medija, a opet se mogu čitati uz minimalnu, standardiziranu opremu.

## Povijest
Osim primitivnih metoda daljinskog istraživanja koje se koristili naši najraniji predci (npr. stajanje na visokoj litici ili stablu kako bi vidjeli krajolik), moderna disciplina nastala je tek razvojem letenja. Balonist G. Tournachon (alias Nadar) izradio je fotografije Pariza iz svog balona 1858. godine. Prva taktička uporaba zbila se tijekom građanskog rata. Golubi pismonoše, zmajevi, rakete i bespilotni baloni također su se koristili za rane snimke. S izuzetkom balona, ovi prvi pojedinačni snimci nisu bili posebno korisni za izradu karata ili znanstvene svrhe.
Sustavna zračna fotografija razvijena je za svrhe vojnog nadzora i izviđanja početkom Prvog svjetskog rata, a svoj vrhunac doživjela je tijekom hladnog rata uporabom modificiranih borbenih zrakoplova kao što su P-51, P-38, RB-66, F4-C ili specifično dizajniranih prikupljačkih platforma kao što su U2/TR-1, SR-71, A-5 i serija OV-1, kako za visinsko tako i za daljinsko prikupljanje. Nedavno su razvijena sve manja senzorna vozila koja koriste redarstvenici i vojska, a mogu biti u obliku bespilotnih ili pilotnih platforma. Napredak u tom pristupu očituje se u minimalnim zahtjevima modifikacije danog zračnog okvira. Kasnije će vizualizacijske tehnologije uključivati infracrvene, konvencionalne i dopplerove radare te radare sa sintetičkom aperturom.
Razvoj umjetnih satelita u drugoj polovici 20. stoljeća omogućio je napredak u daljinskim istraživanjima na globalnoj razini pri kraju hladnog rata. Instrumentacija na različitim meteorološkim satelitima i satelitima za osmatranje Zemlje kao što su Landsat, Nimbus i nedavne misije RADARSAT-a i UARS-a omogućila je globalna mjerenja različitih podataka u civilne, istraživačke i vojne svrhe. Svemirske sonde poslane na druge planete također su stvorile mogućnost za obavljanje daljinskih istraživanja u ekstraterestričkom okolišu, a radar sa sintetičkom aperturom na svemirskoj letjelici Magellan dao je detaljne topografske karte Venere, dok su instrumenti na SOHO-u omogućili obavljanje proučavanja Sunca i solarnog vjetra.
Nekoliko nedavno razvijenih istraživačkih grupa u Silicijskoj dolini, koje su svoj početak imale u 1960-ima i 1970-ima razvojem procesiranja snimaka dobivenih satelitskim snimanjem, a među kojima se nalaze NASA Ames Research Center, GTE i ESL Inc. razvili su tehnike Fourierove transformacije što je dovelo do prvog značajnog napretka podataka sa snimanja.
Uvođenje online web usluga za brzi pristup podatcima dobivenih daljinskim istraživanjima u 21. stoljeću (uglavnom snimaka niske/srednje rezolucije) kao što je Google Earth približilo je daljinska istraživanja velikom dijelu javnosti što je populariziralo znanost.

## Softver za daljinska istraživanja
Podatci dobiveni daljinskim istraživanjima procesiraju se i analiziraju pomoću računalnog softvera poznatog kao aplikacija za daljinska istraživanja. Postoje brojne komercijalne aplikacije i one otvorenog koda za procesiranje podataka u daljinskim istraživanjima. Prema istraživanju koje je sponzorirala NOAA, a proveo Global Marketing Insights, Inc. najčešće korištena aplikacija među azijskim akademskim grupama uključenima u daljinska istraživanja bila je: ESRI 30%; ERDAS IMAGINE 25%; ITT Visual Information Solutions ENVI 17%; MapInfo 17%; ERMapper 11%. U akademskim krugovima na zapadu najčešće se koriste softveri: ESRI 39%, ERDAS IMAGINE 27%, MapInfo 9%, AutoDesk 7%, ITT Visual Information Solutions ENVI 17%.

## Više informacija
- Agricultural Camera (AgCam)
- Airborne Real-time Cueing Hyperspectral Enhanced Reconnaissance
- Analiza slika
- Arheološko snimanje
- Daljinsko istraživanje (arheologija)
- Geofizička izmjera
- Geografija
- Geografski informacijski sustav (GIS)
- Geomatika
- Hiperspektralno snimanje
- Holospektralno snimanje
- Imagologija
- Nacionalni centar za daljinska istraživanja, zračno i svemirsko pravo
- Ortofoto
- Piktometrija
- Pokrov tla
- Popis Zemljinih osmatračkih satelita
- Radar

- Meteorološki radar

- Radiometrija
- Umjetni satelit
- Svemirska sonda
- Vektorska karta
- Zračna fotografija

## Preporuka za čitanje
- Campbell, J.B. 2002. Introduction to remote sensing. 3rd ed. izdanje. The Guilford Press. ISBN 1-57230-640-8 |edition= sadrži dodatni tekst (pomoć)
- Jensen, J.R. 2007. Remote sensing of the environment: an Earth resource perspective. 2nd ed. izdanje. Prentice Hall. ISBN 0-13-188950-8 |edition= sadrži dodatni tekst (pomoć)
- Jensen, J.R. 2005. Digital Image Processing: a Remote Sensing Perspective. 3rd ed. izdanje. Prentice Hall |edition= sadrži dodatni tekst (pomoć)
- Lasaponara, R. and Masini N. 2012: Satellite Remote Sensing - A new tool for Archaeology. Remote Sensing and Digital Image Processing Series, Volume 16, 364 pp., ISBN 978-90-481-8801-7
- Lillesand, T.M.; Kiefer, R.W.; Chipman, J.W. 2003. Remote sensing and image interpretation. 5th ed. izdanje. Wiley. ISBN 0-471-15227-7 |edition= sadrži dodatni tekst (pomoć)
- Richards, J.A.; Jia, and X. 2006. Remote sensing digital image analysis: an introduction. 4th ed. izdanje. Springer. ISBN 3-540-25128-6 |edition= sadrži dodatni tekst (pomoć)
- US Army FM series.
- US Army military intelligence museum, FT Huachuca, AZ

## Vanjske poveznice
- daljinsko istraživanje na Curlie
- daljinska istraživanja Hrvatska tehnička enciklopedija, portal hrvatske tehničke baštine. LZMK